# Депортіво Пасто
Депортіво Пасто (ісп. Deportivo Pasto) — колумбійський футбольний клуб з міста Пасто. Учасник турніру Категорія Прімера А.

## Історія
Клуб «Депортіво Пасто» був заснований у 1949 році. І до 1996 року він мав аматорський статус.У тому ж році клуб був переведений до Другого дивізіону чемпіонату Колумбії. У своєму першому сезоні Апертура 1999 клуб посів дванадцяте місце, в результаті чого вийшов до плей - офф але там залишився на останньому місці.
В Апертура 2006 «Депортіво Пасто» зайняв восьме місце  і вийшов до плей - офф. Там клуб виграв свою групу, вийшов до фіналу і в вирішальному матчі переграв «Депортіво Калі» та завоював свій перший чемпіонский титул. У 2007 році як чемпіон країни «Депортіво Пасто» дебютував у Кубку Лібертадорес але дебютний сезон у цьому турнірі для команди виявився провальним. «Депортіво Пасто» програв всі шість матчів групового турніру.
У 2009 році «Депортіво Пасто» вперше вийшов до фіналу Кубка Колумбії, де програв вирішальний матч клубу «Санта-Фе». В тому ж сезоні «Депортіво Пасто» вилетів до Прімери В, посівши останнє місце в чемпіонаті.
Наступний сезон клуб провів у Другому дивізіоні. Але з першого разу він не зміг пройти раунд плей-офф і залишився у Прімері В ще на один сезон. Апертуру 2011 року клуб почав з новим тренером - Флабіо Торресом. Який зумів з першого сезону вивести команду до Прімери А. В Апертурі 2012 «Депортіво Пасто» дістався до фіналу але поступився чемпионським титулом «Санта-Фе». Також 2012 рік був відмічений для клуба участю у фіналі Кубка Колумбії.
У 2019 році «Депортіво Пасто» знову грав у фіналі Апертура, де програв «Хуніор де Барранкілья».

## Досягнення
Категорія Прімера А
 Чемпіон Колумбії: 2006
 Віце-чемпіон Колумбії (3): 2002, 2012, 2019
Кубок Колумбії
- Фіналіст Кубка Колумбії (2): 2009, 2012

## Відомі гравці
- Нельсон Рівас
- Хуан Нарваес
- Хосе Морено Мора
- Габрієль Гомес